# SN 2011M
SN 2011M – supernowa typu Ia odkryta 19 stycznia 2011 roku w galaktyce UGC 3218. W momencie odkrycia miała maksymalną jasność 18,20m.